# 1. A HOL za žene 2007./08.
Prvu A odbojkašku ligu, najviši rang odbojkaškog prvenstva Hrvatske za žene za sezonu 2007./08. je drugi put zaredom osvojila ekipa „Rijeka KVIG”.

## Sudionici
- Azena - Velika Gorica
- Cestorad - Vinkovci  (Vibrobeton)
- Grobničan - Čavle
- Kaštela DC - Kaštel Stari, Kaštela
- Mladost - Duga Resa
- Mladost - Zagreb M
- OTP Banka - Pula
- Pivovara Osijek - Osijek
- Rijeka KVIG - Rijeka  (Rijeka KWSO)  M
- Šibenik - Šibenik
- Vukovar - Vukovar
- Zagreb - Zagreb

M nisu igrale prvi dio 1. A lige, igrale MEVZA ligu

## Ljestvice i rezultati

### 1. A liga - Prvi dio
| mj  | klub            | ut | pob | por | set+ | set- | bod |                 |
| --- | --------------- | -- | --- | --- | ---- | ---- | --- | --------------- |
| 1.  | Pivovara Osijek | 18 | 17  | 1   | 52   | 9    | 50  | Liga za prvaka  |
| 2.  | OTB Banka       | 18 | 13  | 5   | 45   | 19   | 40  | Liga za prvaka  |
| 3.  | Kaštela DC      | 18 | 10  | 8   | 39   | 26   | 33  | Liga za prvaka  |
| 4.  | Vukovar         | 18 | 10  | 8   | 36   | 29   | 31  | Liga za prvaka  |
| 5.  | Azena           | 18 | 11  | 7   | 35   | 28   | 30  | Liga za ostanak |
| 6.  | Grobničan       | 18 | 10  | 8   | 35   | 33   | 29  | Liga za ostanak |
| 7.  | Cestorad        | 18 | 8   | 10  | 28   | 35   | 23  | Liga za ostanak |
| 8.  | Zagreb          | 18 | 5   | 13  | 21   | 43   | 16  | Liga za ostanak |
| 9.  | Šibenik         | 18 | 5   | 13  | 18   | 42   | 15  | Liga za ostanak |
| 10. | Mladost DR      | 18 | 1   | 17  | 8    | 53   | 3   | Liga za ostanak |

### Liga za prvaka
| mj | klub            | ut | pob | por | set+ | set- | bod |
| -- | --------------- | -- | --- | --- | ---- | ---- | --- |
| 1. | Rijeka KVIG     | 10 | 9   | 1   | 28   | 8    | 27  |
| 2. | Pivovara Osijek | 10 | 7   | 3   | 25   | 13   | 21  |
| 3. | OTP banka       | 10 | 6   | 4   | 22   | 20   | 16  |
| 4. | Vukovar         | 10 | 3   | 7   | 12   | 23   | 10  |
| 5. | Mladost ZG      | 10 | 3   | 7   | 15   | 24   | 9   |
| 6. | Kaštela DC      | 10 | 2   | 8   | 12   | 26   | 7   |

### Liga za ostanak
| mj       | klub       | ukupno | ukupno | ukupno | ukupno | ukupno | ukupno |    | preneseno iz prvog dijela | preneseno iz prvog dijela | preneseno iz prvog dijela | preneseno iz prvog dijela | preneseno iz prvog dijela |     | ostvareno u „Ligi za ostanak” | ostvareno u „Ligi za ostanak” | ostvareno u „Ligi za ostanak” | ostvareno u „Ligi za ostanak” | ostvareno u „Ligi za ostanak” |
| mj       | klub       | ut     | pob    | por    | set+   | set-   | bod    | ut | pob                       | por                       | set+                      | set-                      | ut                        | pob | por                           | set+                          | set-                          |                               |                               |
| -------- | ---------- | ------ | ------ | ------ | ------ | ------ | ------ | -- | ------------------------- | ------------------------- | ------------------------- | ------------------------- | ------------------------- | --- | ----------------------------- | ----------------------------- | ----------------------------- | ----------------------------- | ----------------------------- |
| 1. (7.)  | Azena      | 20     | 17     | 3      | 50     | 13     | 48     |    | 10                        |                           |                           |                           |                           |     | 10                            |                               |                               |                               |                               |
| 2. (8.)  | Grobničan  | 20     | 14     | 6      | 46     | 24     | 42     | 10 | 6                         | 4                         | 21                        | 14                        | 10                        | 8   | 2                             | 25                            | 10                            |                               |                               |
| 3. (9.)  | Cestorad   | 20     | 13     | 7      | 41     | 27     | 36     | 10 |                           |                           |                           |                           | 10                        |     |                               |                               |                               |                               |                               |
| 4. (10.) | Zagreb     | 20     | 9      | 11     | 35     | 35     | 30     | 10 |                           |                           |                           |                           | 10                        |     |                               |                               |                               |                               |                               |
| 5. (11.) | Šibenik    | 20     | 4      | 16     | 13     | 43     | 12     | 10 |                           |                           |                           |                           | 10                        |     |                               |                               |                               |                               |                               |
| 6. (12.) | Mladost DR | 20     | 3      | 17     | 12     | 53     | 9      | 10 |                           |                           |                           |                           | 10                        |     |                               |                               |                               |                               |                               |

## Unutarnje poveznice
- 1. A hrvatska odbojkaška liga za žene
- 1. B HOL za žene 2007./08.
- MEVZA liga za žene 2007./08.

## Vanjske poveznice
- hos-cvf.hr, Hrvatski odbojkaški savez